# Svetlana Moskalets
Svetlana Moskalets (Russisch: Светлана Москалец) (Mytisjtsji, 22 januari 1969) is een voormalige Russische meerkampster, die zich zowel op de vijf- als zevenkamp manifesteerde.
Haar opmerkelijkste prestaties zijn een zilveren medaille op de zevenkamp tijdens de wereldkampioenschappen van 1995 in Göteborg en een gouden medaille op de vijfkamp op de WK indoor in Barcelona in 1995. 
Haar persoonlijk record op de vijfkamp is 4866 (Tsjeljabinsk, 1995) en 6598 op de zevenkamp (Vladimir, 1994).

## Titels
- Wereldindoorkampioene vijfkamp - 1995
- Russisch kampioene zevenkamp - 1994, 1996
- Russisch indoorkampioene vijfkamp - 1995

## Persoonlijke records
Outdoor
| Onderdeel    | Prestatie | Datum           | Plaats   |
| ------------ | --------- | --------------- | -------- |
| 200 m        | 23,31     | 27 mei 1995     | Götzis   |
| 800 m        | 2.14,54   | 17 juni 1994    | Vladimir |
| 100 m horden | 13,20     | 16 juni 1994    | Vladimir |
| hoogspringen | 1,89 m    | 9 augustus 1995 | Göteborg |
| verspringen  | 6,93 m    | 28 mei 1995     | Götzis   |
| kogelstoten  | 13,79 m   | 27 mei 1995     | Götzis   |
| zevenkamp    | 6598 p    | 17 juni 1994    | Vladimir |

Indoor
| Onderdeel | Prestatie | Datum           | Plaats       |
| --------- | --------- | --------------- | ------------ |
| vijfkamp  | 4866 p    | 3 februari 1995 | Tsjeljabinsk |